# Pistolet WiR wz. 1957
WiR wz. 1957 – polski pistolet samopowtarzalny skonstruowany w latach 50. XX wieku. Nie produkowany seryjnie.

## Historia
Pod koniec lat 50. XX wieku rozpoczęto w Polsce prace nad pistoletem samopowtarzalnym kalibru 9 × 18 mm Makarowa, następcą pistoletu TT.
Jeden z projektów powstał na Wydziale Sprzętu Mechanicznego Politechniki Warszawskiej. W 1957 roku powołano na nim zespół mający skonstruować nowy pistolet. Pracom przewodził prof. Piotr Wilniewczyc.
Największym problemem dla zespołu projektującego nową broń była niedostępność amunicji 9 x 18 mm Makarowa (w ZSRR nadal miała status tajnej). Dlatego nową broń postanowiono zaprojektować na nabój Browninga 9 × 17 mm z możliwością późniejszego przeprojektowania na nabój Makarowa.
Założenia wstępne były gotowe w grudniu 1957 roku. Na tym etapie prac pistolet nosił nazwę Vis-2 (nawiązanie do przedwojennego Vis wz. 35). Używana była także nazwa „pistolet uniwersalny”. Następnym etapem było wykonanie rysunków wykonawczych. Autorem części technologicznej projektu był mgr inż. Stanisław Rojek.
Na początku 1958 roku dokumentacja był gotowa. W tym samym czasie pojawiła się po raz pierwszy nazwa WiR wz. 1957. Po zakończeniu prac konstrukcyjnych dokumentacja została przekazana jednemu z zakładów zbrojeniowych gdzie wykonano prototyp.
Pierwszy prototyp strzelał amunicją 9 × 17 mm i 7,65 × 17 mm SR (zmiana kalibru wymagała zmiany lufy, pozostałe części były identyczne w obu wersjach kalibrowych). Później pojawiła się wersja kalibru 9 × 18 mm Makarowa. Ponieważ był on o wiele silniejszy od naboju 9 × 17 mm konieczne było zastosowanie cięższego zamka (pistolet strzelający nabojami Browninga miał zamek o masie 175 g, dla pistoletu strzelającego nabojem Makarowa przewidywano zamki o masie 225 i 275 g).
Dokumentacja nowego pistoletu była gotowa 20 października 1959 roku. Po decyzji o rozpoczęciu produkcji pistoletu P-64 prace nad pistoletem WiR zakończono.

## Opis konstrukcji
Pistolet WiR wz. 1957 działał na zasadzie wykorzystania energii odrzutu zamka swobodnego. Mechanizm spustowy z samonapinaniem kurka i przerywaczem umożliwia tylko ogień pojedynczy. Pistolet ma mechanizm uderzeniowy kurkowy z kurkiem zewnętrznym. Po wystrzeleniu ostatniego naboju zamek zostaje zatrzymany w tylnym położeniu. Przyrządy celownicze stałe. Do zasilania służy magazynek pudełkowy, jednorzędowy, zawierający 6 (wersje 9 mm) lub 7 (wersja 7,65 mm) naboi.